# Takashi Watanabe
Takashi Watanabe (渡部 高志, Watanabe Takashi) é um diretor japonês, nascido em 22 de Julho de 1957, em Sapporo, Hokkaidō. Watanabe ficou conhecido por dirigir os animes Boogiepop Phantom e Ichiban Ushiro No Dai Maō.

## Obras notavéis

### Diretor
- Aria The Scarlet Ammo
- Boogiepop Phantom
- Ichiban Ushiro no Dai Maō
- Ikki Tousen
- Kino's Journey Life Goes On
- Miracle Giants Dome-kun
- Lost Universe
- New Fist of the North Star
- Freezing
- Slayers
- Slayers NEXT
- Slayers TRY
- Slayers REVOLUTION
- Slayers Evolution-R
- Shakugan no Shana
- Shakugan no Shana Second
- Shakugan no Shana S
- Starship Operators
- The Abashiri Family
- Dangerous Jii-san Ja[1]

### Cinematografia
- The Loyal 47 Ronin (忠臣蔵 Chūshingura) (1958)

### Produtor musical
- Full Metal Panic!
- Full Metal Panic? Fumoffu